# 亞儂·弘尚希
亞儂·弘尚希（羅馬化：Anong Houngheuangsy，1992年—），寮國出身的電影演員，2020年以蔡明亮執導的《日子》踏入電影界，目前定居在台灣。

## 生平
亞儂·弘尚希出身於寮國南部鄉村，家中務農，他高中時熱衷於民俗舞蹈，畢業後便前往泰國曼谷打工。台灣導蔡明亮前往曼谷時，認識了當時在美食廣場的麵店裡工作的弘尚希，兩人交換聯絡方式；2014年開始，蔡明亮開始在曼谷拍攝弘尚希，2020年完成電影《日子》，於第70屆柏林影展正式競賽單元中作世界首映。
弘尚希目前在蔡明亮的電影公司擔任助理，並持有中華民國居留證。

## 演出作品
- 《日子》 (2020)

### 獎項
| 年份 | 頒獎典禮           | 提名獎項   | 電影     | 結果 |
| ---- | ------------------ | ---------- | -------- | ---- |
| 2020 | 第14屆亞洲電影大獎 | 最佳新演員 | 《日子》 | 提名 |

## 外部連結
- 亞儂·弘尚希在互联网电影资料库（IMDb）上的資料（英文）